# Vlastec
Vlastec là một làng thuộc huyện Písek, vùng Jihočeský, Cộng hòa Séc.